# William II de Bimbia
Pour les articles homonymes, voir Bimbia (homonymie).
Ngombe ou Ngomb' un Bila, aussi connu sous le nom de William II de Bimbia, mort en 1882, est chef et roi de Bimbia sur la côte du Cameroun et du groupe ethnique Isubu qui y vivait. 

## Biographie
Ngombe est le fils de William Ier de Bimbia ; le 31 mars 1848, il est avec son père l'un des signataires à William's town d'un engagement où ils font solennellement la promesse d'en finir avec la coutume des sacrifices humains à la mort de l'un des  chefs de Bimbia.
Il hérite de son père , mort avant 1877, un royaume au pouvoir monarchique. Alors que la concurrence pour le commerce des esclaves avec les Européens parmi les populations côtières du Cameroun a augmenté, les rivaux du roi se multiplient et son autorité s'est fortement émiettée. Il est assassiné en 1882. À sa mort, la monarchie de Bimbia s'effondre.